# 神奈川県の登録有形文化財一覧

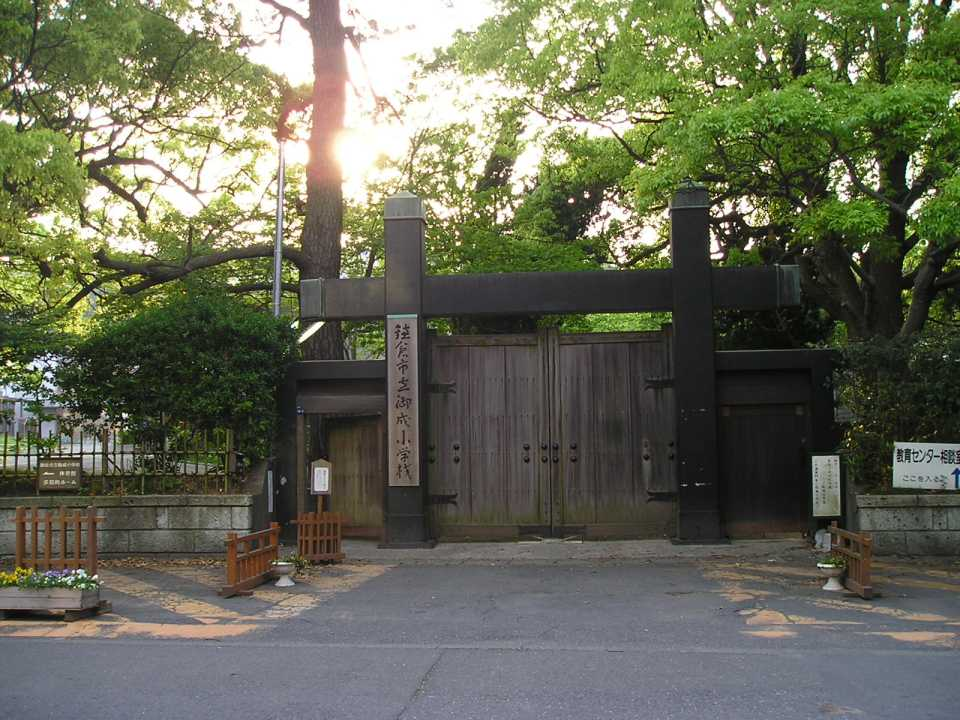
鎌倉市立御成小学校

神奈川県の登録有形文化財一覧（かながわけんのとうろくゆうけいぶんかざいいちらん）は、神奈川県にある登録有形文化財（国登録）の一覧。

## 概説
神奈川県内には242件の登録有形文化財がある。なお重要文化財指定の建造物は53件。登録有形文化財から重要文化財に昇格したもの、解体し抹消されたものはあるが、焼失したもの等は現時点で無い。

## 横浜市
- ジェラール水屋敷地下貯水槽（2001年4月24日登録）
- 横浜国立大学教育人間科学部附属横浜中学校校舎（旧横浜高等工業学校本館）（2000年登録）
- 横浜国立大学名教自然碑（2000年登録）
- 横浜市水道局青山水源事務所旧青山取水口（1998年登録）
- 横浜市水道局青山水源事務所旧青山沈殿池（1998年登録）
- 横浜市西谷浄水場配水池浄水井上屋（1997年登録）
- 横浜市西谷浄水場配水池配水井上屋（1997年登録）
- 横浜市西谷浄水場濾過池整水室上屋3号棟（1997年登録）
- 横浜市西谷浄水場濾過池整水室上屋4号棟（1997年登録）
- 横浜市西谷浄水場濾過池整水室上屋7号棟（1997年登録）
- 横浜市西谷浄水場濾過池整水室上屋8号棟（1997年登録）
- 角田家住宅主屋（2006年登録）
- 角田家住宅石垣（2006年登録）
- 角田家住宅道具蔵（2006年登録）
- 関戸家住宅穀蔵（2001年登録）
- 関戸家住宅主屋（2001年登録）
- 関戸家住宅文庫蔵（2001年登録）
- 旧横浜居留地煉瓦造下水道マンホール（1998年登録）
- 旧長濱検疫所一号停留所（厚生労働省横浜検疫所検疫資料館）（2018年登録）
- 金澤園（2004年登録）
- 光明寺書院（2005年登録）
- 山口家住宅主屋（2005年登録）
- 市立港中学校門柱（旧花園橋親柱）（1999年登録）
- 川島町旧配水計量室上屋（1998年登録）
- 田畑家住宅主屋（2010年登録）
- 總持寺虎嘯窟（2005年登録）
- 總持寺御霊殿（2005年登録）
- 總持寺向唐門（2005年登録）
- 總持寺香積台（2005年登録）
- 總持寺三松関（2005年登録）
- 總持寺三宝殿（2005年登録）
- 總持寺紫雲台（2005年登録）
- 總持寺衆寮（2005年登録）
- 總持寺鐘鼓楼（2005年登録）
- 總持寺鐘楼（2005年登録）
- 總持寺待鳳館（2005年登録）
- 總持寺大僧堂（2005年登録）
- 總持寺百間廊下及び門（2005年登録）
- 總持寺仏殿（大雄宝殿）（2005年登録）
- 總持寺放光観音台座（2005年登録）
- 總持寺放光堂（2005年登録）

## 川崎市
- 昭和電工川崎工場本事務所（1999年登録）
- 川崎河港水門（1998年登録）
- 二ヶ領用水久地円筒分水（1998年）

## 相模原市
- 遠藤家住宅衣装蔵（2006年登録）
- 遠藤家住宅穀蔵（2006年登録）
- 遠藤家住宅主屋（2006年登録）
- 旧笹野家住宅主屋（2015年登録）
- 旧笹野家住宅長屋門（2015年登録）
- 神原家住宅長屋門（2006年登録）
- 中村家住宅主屋（2006年登録）
- 和智家住宅主屋（2006年登録）

## 横須賀市
- 横須賀市上下水道局逸見浄水場ベンチュリーメーター室（2005年登録）
- 横須賀市上下水道局逸見浄水場緩速ろ過池調整室Ⅰ（2005年登録）
- 横須賀市上下水道局逸見浄水場緩速ろ過池調整室Ⅱ（2005年登録）
- 横須賀市上下水道局逸見浄水場緩速ろ過池調整室Ⅲ（2005年登録）
- 横須賀市上下水道局逸見浄水場緩速ろ過池調整室Ⅳ（2005年登録）
- 横須賀市上下水道局逸見浄水場配水池西入口（2005年登録）
- 横須賀市上下水道局逸見浄水場配水池東入口（2005年登録）
- 横須賀市水道局走水水源地鉄筋コンクリート造浄水池（2000年登録）
- 横須賀市水道局走水水源地煉瓦造貯水池（2000年登録）
- 日本基督教団横須賀上町教会・付属めぐみ幼稚園（2003年登録）

## 鎌倉市
- かいひん荘鎌倉洋館（旧村田家住宅洋館）（2009年登録）
- 鎌倉国宝館本館（2000年登録）
- 鎌倉市吉屋信子記念館主屋（2017年登録）
- 鎌倉市吉屋信子記念館門及び塀（2017年登録）
- 鎌倉市長谷子ども会館蔵（2006年登録）
- 鎌倉市長谷子ども会館洋館（2006年登録）
- 鎌倉市立御成小学校旧講堂（2017年登録）
- 鎌倉文学館本館（2000年登録）
- 吉岡家住宅主屋（2017年登録）
- 旧華頂家住宅主屋（2006年登録）
- 坂井家住宅洋館（2014年登録）
- 坂井家住宅和館（2014年登録）
- 三河屋旅館本館（2006年登録）
- 三河屋本店蔵（2006年登録）
- 三河屋本店店舗兼住宅（2006年登録）
- 神霊教鎌倉錬成場待合（2016年登録）
- 神霊教鎌倉錬成場門（2016年登録）
- 神霊教鎌倉錬成場霊源閣（2016年登録）
- 神霊教鎌倉錬成場練塀（2016年登録）
- 寸松堂主屋（2006年登録）
- 寸松堂蔵（2006年登録）
- 田丸家住宅主屋（2011年登録）
- 日高家住宅主屋（2016年登録）
- 日高家住宅門及び塀（2016年登録）
- 髙﨑家住宅主屋（2011年登録）
- 檑亭山門（2013年登録）
- 檑亭本館（2013年登録）

## 藤沢市
- 関次商店肥料蔵（2016年登録）
- 関次商店穀物蔵（2016年登録）
- 岩本楼ローマ風呂（2001年登録）
- 桔梗屋主屋（2013年登録）
- 桔梗屋店蔵（2013年登録）
- 桔梗屋文庫蔵（2013年登録）
- 旧稲元屋呉服店一番蔵（2015年登録）
- 旧稲元屋呉服店内蔵（2015年登録）
- 旧越前屋雨谷商店店舗兼主屋（2017年登録）
- 旧近藤邸（2002年登録）
- 旧後藤医院鵠沼分院（2010年登録）
- 旧三觜八郎右衛門家住宅主屋（2013年登録）
- 旧三觜八郎右衛門家住宅門（2013年登録）
- 旧石曽根商店店舗兼主屋（2017年登録）
- 旧鈴木薬店店舗兼主屋（2018年登録）
- 月山堂滴水庵主屋（2016年登録）
- 月山堂滴水庵待合（2016年登録）
- 月山堂滴水庵大門（2016年登録）
- 清浄光寺本堂（2016年登録）
- 清浄光寺宇賀神社（2016年登録）
- 清浄光寺回向堂（2016年登録）
- 清浄光寺御番方（2016年登録）
- 清浄光寺手水舎（2016年登録）
- 清浄光寺小書院（2016年登録）
- 清浄光寺鐘楼（2016年登録）
- 清浄光寺石垣及び築地塀（2016年登録）
- 清浄光寺惣門（2016年登録）
- 清浄光寺百間廊下（2016年登録）
- 尾日向家住宅洋館・和館（2018年登録）
- 林家住宅主屋（2014年登録）

## 茅ヶ崎市
- 茅ヶ崎館広間棟（2009年登録）
- 茅ヶ崎館中二階棟（2009年登録）
- 茅ヶ崎館長屋棟（2009年登録）
- 茅ヶ崎館浴室棟（2009年登録）
- 旧南湖院第一病舎（2018年登録）
- 藤間家住宅主屋（2015年登録）

## 平塚市
- 旧横浜ゴム平塚製造所記念館（2004年登録）

## 厚木市
- 小島家住宅主屋（2015年登録）
- 小島家住宅蔵（2015年登録）
- 小島家住宅門（2015年登録）

## 逗子市
- 旧脇村家住宅主屋（2010年登録）
- 長島孝一家住宅主屋（2001年登録）

## 小田原市
- だるま料理店主屋（2002年登録）
- 岩瀬家住宅主屋（2009年登録）
- 旧内野醤油店稲荷社（2017年登録）
- 旧内野醤油店工場（2017年登録）
- 旧内野醤油店穀蔵（2017年登録）
- 旧内野醤油店新座敷（2017年登録）
- 旧内野醤油店店蔵（2017年登録）
- 旧内野醤油店店舗兼主屋（2017年登録）
- 旧内野醤油店表塀（2017年登録）
- 旧内野醤油店文庫蔵（2017年登録）
- 済生堂薬局小西本店店舗（2002年登録）
- 山月（旧共寿亭）（2002年登録）
- 小田原文学館（旧田中光顕別邸）本館（2000年登録）
- 小田原文学館（旧田中光顕別邸）別館（2000年登録）
- 松永記念館葉雨庵（2000年登録）
- 松永記念館老欅荘（旧松永安左ヱ門邸）（2000年登録）
- 神戸屋ふるや店店舗及び主屋（2004年登録）
- 清閑亭（2005年登録）
- 千世倭樓主屋（2002年登録）
- 千世倭樓土蔵（2002年登録）
- 長谷川家住宅石蔵（2004年登録）
- 長谷川家住宅店舗及び主屋（2004年登録）
- 寶金剛寺庫裏（2011年登録）

## 伊勢原市
- 元滝堰堤（2004年登録）
- 高部屋神社本殿（2016年登録）
- 高部屋神社拝殿及び幣殿（2016年登録）
- 山口家住宅主屋（1998年登録）
- 山口家住宅離れ（1998年登録）
- 小澤家住宅主屋（2007年登録）
- 小澤家住宅庭塀（2007年登録）
- 小澤家住宅表門（2007年登録）
- 袋町堰堤（2004年登録）
- 八段堰堤（2004年登録）

## 秦野市
- 宇山商事店舗兼主屋（2017年登録）
- 猿渡堰堤（2003年登録）
- 戸川堰堤（2003年登録）
- 山ノ神堰堤（2003年登録）
- 五十嵐商店店舗兼主屋（2017年登録）
- 五十嵐商店第一号倉庫（2017年登録）
- 五十嵐商店第三号倉庫（2017年登録）
- 五十嵐商店第四号倉庫及び第五号倉庫（2017年登録）
- 五十嵐商店第二号倉庫（2017年登録）
- 蓑毛大日堂（2017年登録）
- 蓑毛大日堂仁王門（2017年登録）
- 蓑毛地蔵堂（2017年登録）
- 蓑毛不動堂（2017年登録）

## 葉山町
- イエズス孝女会修道院旧館（旧東伏見宮葉山別邸）（2017年登録）
- 旧加地邸（2017年登録）
- 日影茶屋本店客室棟（2011年登録）
- 日影茶屋本店石蔵（2011年登録）

## 大磯町
- 旧木下家別邸（2012年登録）
- 日本基督教団大磯教会門柱及び塀（2016年登録）
- 日本基督教団大磯教会礼拝堂（2016年登録）

## 愛川町
- 古民家山十邸主屋（2009年登録）
- 古民家山十邸門（2009年登録）
- 平山橋（2004年登録）

## 湯河原町
- 愛光商会吉浜寮（2006年登録）
- 伊藤屋旅館奥棟（2014年登録）
- 伊藤屋旅館本館（2014年登録）
- 伊藤屋旅館門柱及び石垣（2014年登録）
- 上野屋本館（2010年登録）
- 上野屋玄関棟（2010年登録）
- 上野屋別館（2010年登録）
- 藤田屋旅館本館（2014年登録）
- 尾崎家住宅主屋（2010年登録）
- 尾崎家住宅四阿（2010年登録）
- 尾崎家住宅門（2010年登録）
- 尾崎家住宅浴室（2010年登録）

## 箱根町
- 環山（2015年登録）
- 環翠楼別館（2001年登録）
- 環翠楼本館南棟（2001年登録）
- 環翠楼本館北棟（2001年登録）
- 観音坂堰堤（2004年登録）
- 吉池旅館別荘（旧岩崎弥之助別邸和館）（1998年登録）
- 三井翠松園（旧三井高達別荘）本館（2000年登録）
- 山口家住宅主屋（2015年登録）
- 出山堰堤（2004年登録）
- 松の茶屋松月（2013年登録）
- 松の茶屋中央棟（2013年登録）
- 松の茶屋田舎家（2013年登録）
- 松の茶屋浴室棟（2013年登録）
- 神山荘（旧藤山雷太別荘）（2001年登録）
- 正眼寺庫裏（2002年登録）
- 正眼寺本堂（旧今村繁三別荘）（2002年登録）
- 塔之澤一の湯本館（2009年登録）
- 白雲洞茶苑寄付（2001年登録）
- 白雲洞茶苑対字斎（2001年登録）
- 白雲洞茶苑白雲洞（2001年登録）
- 白雲洞茶苑白鹿湯（2001年登録）
- 白雲洞茶苑不染庵（2001年登録）
- 箱根小涌園迎賓館（2001年登録）
- 箱根小涌園貴賓館（旧藤田平太郎別荘）（2001年登録）
- 箱根太陽山荘本館（2006年登録）
- 箱根太陽山荘別館（2006年登録）
- 箱根登山鉄道早川橋梁（1999年登録）
- 箱根湯本ホテル暁亭（2005年登録）
- 富士屋ホテル本館（1997年登録）
- 富士屋ホテル1号館（1997年登録）
- 富士屋ホテル2号館（1997年登録）
- 富士屋ホテルアイリー（1997年登録）
- 富士屋ホテル花御殿（1997年登録）
- 富士屋ホテル菊華荘（1997年登録）
- 富士屋ホテル食堂（1997年登録）
- 福住旅館別荘主屋（2003年登録）
- 福住旅館別荘石蔵（2003年登録）
- 福住樓主屋（2003年登録）
- 福住樓茶室（2003年登録）
- 龍宮殿本館（2017年登録）

## 抹消
重要文化財指定による登録抹消
- 福住旅館萬翠楼（1997年登録、2002年抹消）
- 福住旅館金泉楼（1997年登録、2002年抹消）
- 神奈川県庁本庁舎（1996年登録、2019年抹消）

解体による抹消
- 奈良屋旅館本館（2000年登録、2002年抹消）
- 奈良屋旅館三号別館（2000年登録、2002年抹消）
- 奈良屋旅館五・六号別館（2000年登録、2002年抹消）
- 奈良屋旅館七号別館（2000年登録、2002年抹消）
- 奈良屋旅館八号別館（2000年登録、2002年抹消）
- 奈良屋旅館住宅（旧九号別館）（2000年登録、2002年抹消）
- 奈良屋旅館十号別館（2000年登録、2002年抹消）
- 天野屋旅館本棟（2007年登録、2008年抹消）
- 天野屋旅館松棟（2007年登録、2008年抹消）
- 天野屋旅館竹棟（2007年登録、2008年抹消）
- 天野屋旅館茶室四渓庵（2007年登録、2008年抹消）
- 天野屋旅館娯楽室（2007年登録、2008年抹消）
- 旧三觜八郎右衛門家住宅石塀（2013年登録、2020年抹消）
- 奈良屋旅館一･二号別館（2000年登録、2022年抹消）